# Sungai Jior
Sungai Jior is een bestuurslaag in het regentschap Padang Lawas van de provincie Noord-Sumatra, Indonesië. Sungai Jior telt 314 inwoners (volkstelling 2010).